# SFK Trygg
SFK Trygg startades den 9 september 1907, och var en idrottsförening i Oslo i Norge. Föreningen höll till på Oslo vest och spelade en viktig roll inom norsk bandy, ishockey och fotboll fram till andra världskriget. Man var med om att bilda både Norges Bandyforbund och Norges Ishockeyforbund. Klubben blev norska mästare i bandy i 1921 samt i ishockey i 1935 och 1938.
1947 slogs föreningen samman med en annan klubb från Oslo vest, Mercantile SoFK, och sammanslagningen gick under namnet Mercantile/Trygg fram till laget delvis försvann under 1950-talet. Då Mercantile återuppstod 1969 var Trygg-namnet borta.

### Fotnoter
1. ↑  ”Historie. 1950-2006”. http://www.mercantile.no/1950.php. Läst 19 september 2011. [död länk]